# Steve Kuberski
Stephen Phil "Steve" Kuberski (ur. 6 listopada 1947 w Moline) – amerykański koszykarz polskiego pochodzenia, występujący na pozycjach skrzydłowego oraz środkowego, dwukrotny mistrz NBA.
Był ostatnim zawodnikiem Celtics, który nosił numer 33, zanim zaczął z nim występować Larry Bird.

## Osiągnięcia
NCAA
- Zaliczony do I składu konferencji Missouri Valley (MVC – 1969)

NBA
- 2-krotny mistrz NBA (1974, 1976)[1]